# Монтаньо, Виктор
Ви́ктор У́го Монта́ньо Кайсе́до (исп. Víctor Hugo Montaño Caicedo; 1 мая 1984, Кали, Колумбия) — колумбийский футболист, нападающий.

## Карьера

### Клубная
Виктор Монтаньо — воспитанник футбольного клуба «Мильонариос». Выступал за команду в чемпионате Колумбии в 2003—2004 годах, сыграв за это время 44 матча и забив в них 6 голов.
В сезоне 2004/05 форвард дебютировал в Европе, выступая на правах аренды за клуб французской Лиги 1 «Истр». Впервые сыграл за французскую команду 14 августа 2004 года в матче против «Монако». Нападающий вышел на поле на 70-й минуте встречи вместо Муссы Н’Дье и забил гол 11 минут спустя.
В следующих 32 матчах в Лиге 1 Монтаньо забил ещё 1 гол. По итогам сезона «Истр» занял последнее место в чемпионате и выбыл в Лигу 2. В этом же дивизионе оказался и колумбийский форвард, став игроком «Монпелье».
Впервые сыграл за новый клуб 29 июля 2005 года в матче с «Гавром». Форвард вышел в стартовом составе и во втором тайме уступил место на поле Жерому Лафуркаду.
14 октября 2005 года Монтаньо забил свой первый гол за «Монпелье» (в ворота Рюди Риу, своего бывшего партнёра по «Истру»).
В сезоне 2008/09 «Монпелье» пробился в Лигу 1. Нападающий внёс заметный вклад в этот успех, забив 15 голов в ворота соперников по турниру.
Летом 2010 года Виктор Монтаньо перешёл в «Ренн». В первом же матче за «красно-чёрных» колумбийский нападающий забил гол вратарю «Нанси» Дженнаро Брасильяно.
В сезоне 2010/11 форвард дебютировал в Лиге Европы (в матче с «Металлургом» из Рустави 28 июля 2011 года).
Всего Монтаньо сыграл в 8 матчах турнира и забил 4 гола.
Летом 2013 года колумбийский форвард вернулся в «Монпелье».

### В сборной
Виктор Монтаньо в 2002—2003 годах выступал за молодёжную сборную Колумбии. В её составе нападающий стал бронзовым призёром чемпионата мира 2003. 26 марта 2011 года Монтаньо сыграл за первую сборную страны в товарищеском матче с Эквадором. Форвард вышел на игру в стартовом составе и во втором тайме был заменён на Карлоса Карбонеро.

## Достижения
- Бронзовый призёр чемпионата мира среди молодёжных команд: 2003
- Финалист Кубка французской лиги: 2012/13